# Теософское общество

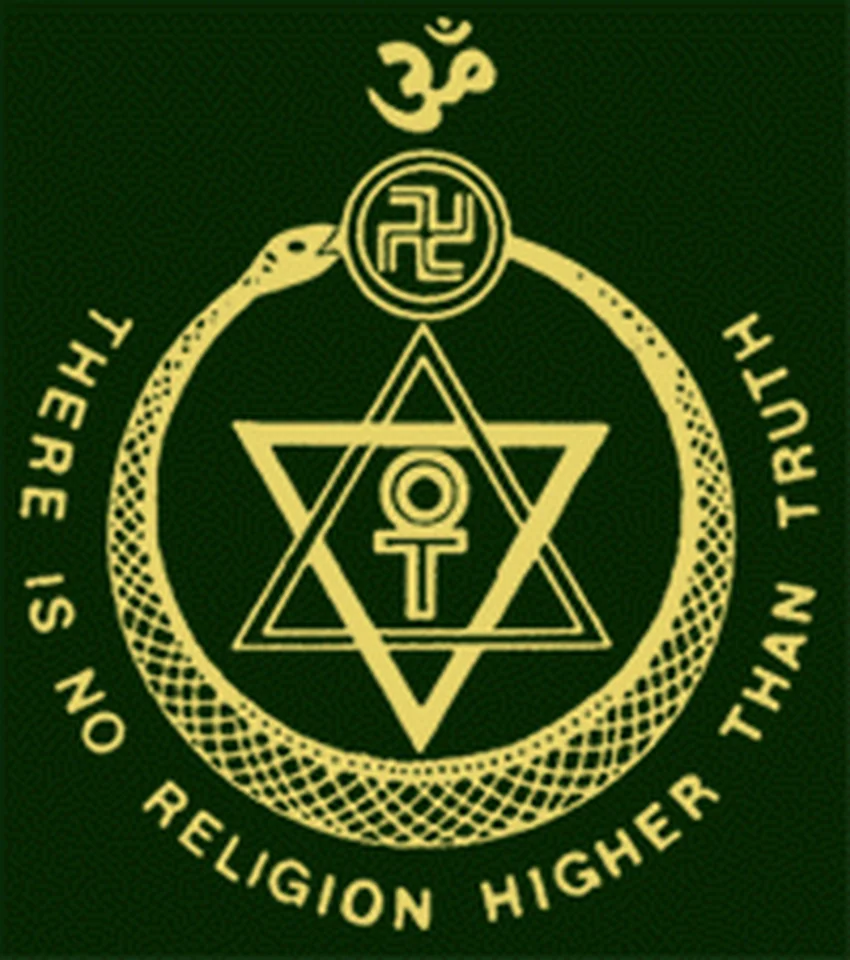
Эмблема Интернационального Теософского общества

Теософское общество (самоназвание — Теософическое общество; англ. Theosophical Society от theosophy — теософия) — международная общественная организация.
Девиз общества: Satyat Nasti Paro Dharmah (санскрит); принятый (но не точный) перевод на английский: There is no religion higher than truth («Нет религии выше истины»).

## История создания
Общество было основано 17 ноября 1875 года в Нью-Йорке Еленой Петровной Блаватской, полковником Генри Олкоттом и У. К. Джаджем (William Quan Judge).
Известен показательный факт. При регистрации Теософского общества в Сент-Луисе в 1880 году в американском суде судья А. Александер засвидетельствовал:

«Проситель не представляет собой религиозное общество <…> Следует отметить, что в ст. 2 Устава этого Общества слово „религия“ употребляется во множественном числе. Преподавание религиозных учений есть образовательно-просветительская деятельность, а не религиозная. „Способствовать изучению религий“ в некотором смысле означает содействовать изучению истории человечества. Попутно отмечу, что у Общества нет религиозного символа веры или особого культа».

С 1882 года штаб-квартира Общества находится в Адьяре, Индия, и с 1895 года Общество официально именуется Теософским обществом Адьяр.

### Три цели Теософского общества, закреплённые в его уставе
1. Основать ядро всемирного братства без различия расы, веры, пола, касты и т. п.
2. Поощрять сравнительное изучение религий, философии и наук.
3. Исследовать необъяснённые законы природы и скрытые силы человека.

— Сведения о Теософическом обществе. // Блаватская Е.П. Тайная доктрина. Изд-во «Парабола».

### Известные члены Теософского общества
- Елена Блаватская (1831-1891), русский религиозный философ теософского направления, писательница, основательница «Теософского общества».
- Генри Стил Олкотт (1832-1907), один из основателей и первый президент Теософского общества, участник Гражданской войны в США, полковник, юрист, журналист и писатель. Считается ведущей фигурой в современной истории ланкийского буддизма.
- Анни Безант (1847-1933), известный теософ, второй Президент Теософского общества (1907—1933), борец за права женщин, писатель и оратор, сторонница независимости Ирландии и Индии.
- Альфред Перси Синнет (1840-1921), британский журналист, писатель, оккультист.
- Мэнли Палмер Холл (1901-1990), писатель, лектор, философ-мистик, создатель «Философского исследовательского общества».
- Томас Эдисон (1847-1931), американский изобретатель и предприниматель.
- Уильям Крукс (1832-1919), английский химик и физик, Президент лондонского королевского общества (1913—1915), был членом Теософского общества с 1907 по 1912 годы.
- Макс Гендель (1865-1919), оккультист, астролог, мистик и писатель[3].
- Мотилал Неру, отец первого премьер-министра независимой Индии Джавахарлала Неру.
- Уильям Батлер Йейтс, ирландский англоязычный поэт, драматург. Лауреат Нобелевской премии по литературе 1923 года.
- Анна Кингсфорд, одна из первых женщин в Англии, получивших ученую степень в области медицины.
- Франчиа А. Ла Дью, борец за права коренных жителей Америки, основатель общины «Храм человечества».
- Хильма аф Клинт, шведская художница, одна из первых представителей абстрактной живописи.
- Туманян, Ованес Тадевосович, армянский поэт и писатель, общественный деятель.

### Судьба общества после смерти Е. П. Блаватской

Памятная марка, выпущенная в Индии в 1975 году и посвященная 100-летию основания Теософского общества

После смерти Блаватской её продолжателями стали Олкотт, а также британская социальная активистка А. Безант (Annie Wood Besant) и Джадж. В 1895 году последний, вследствие конфликта с двумя первыми, отделился и самостоятельно возглавил «Американскую секцию» общества.
Организация, возглавлявшаяся Олкоттом и Безант продолжает базироваться в Индии и известна как The Theosophical Society — Adyar; секция же, возглавлявшаяся Джаджем, ныне известна просто как The Theosophical Society, но для ясности часто добавляют international headquarters, Pasadena, California (адрес штаб-квартиры в Пасадине, Калифорния).
Третья структура, известная как The United Lodge of Theosophists (ULT), отделилась от второй в 1909 году.

### Президенты Теософского общества
Полковник Г. С. Олькотт стал первым президентом Теософского общества и возглавлял его с 1875 по 1907 годы.
Анни Безант руководила обществом с 1907 по 1933 гг.
Джордж С. Арундейл — с 1934 по 1945 гг.
Чуруппумулладж Джинараджадаса (англ. Curuppumullage Jinarajadasa) — с 1946 по 1953 гг.
Нилаканта Шри-Рам — с 1953 по 1973 гг.
Джон Коутс — с 1973 по 1979 гг.
Радха Бернье — с 1980 по 2013 гг.
Тим Бойд с 2014 г.

### Из истории теософского движения в России
Самая первая попытка основания теософского общества в России была не в столичном Санкт-Петербурге, а в провинциальном городе Смоленске 30 июня 1907 года. В том же году смоленские теософы стали выпускать журнал «Теософская жизнь», который издавался до 1909 г., а в 1910 г. выходил под названием «Жизнь духа».
В 1908 году в России существовало девять теософских кружков: четыре в Петербурге, два — в Варшаве, по одному — в Смоленске, Киеве и Калуге. 20 сентября 1908 года эти кружки объединились в Российское теософское общество. 21 апреля 1909 года на основе Калужского теософского кружка было образовано Калужское теософское общество как отдел Российского теософского общества. Оно оставило самый значительный и яркий след в истории теософского движения в России.
В годы дореволюционной деятельности Калужское теософское общество вело широкую просветительскую работу. Лекции и диспуты проводились в больших аудиториях (Дворянское собрание) при большом стечении публики. О времени проведения и теме мероприятия сообщалось заранее через газету «Калужский курьер».
Калужское теософское общество вело большую издательскую деятельность через издательство «Лотос» и издательства Москвы, Санкт-Петербурга, Риги, поддерживало связи с другими теософскими обществами России, участвовало в международных конференциях теософов (например, Будапешт, 1909), имело огромный авторитет среди теософов России. Его председатель Е. Ф. Писарева была избрана вице-президентом теософского общества России.
В 1918 году местные власти распустили Калужское теософское общество, а в 1922 году Е. Ф. Писарева уехала в Италию.
Возродилось Калужское теософское общество в 1922 году. Его возглавил молодой инженер Валентин Митрофанович Лалетин.
Деятельность Калужского теософского общества прекратилась 13 ноября 1929 года в связи с арестом шестнадцати его членов. Кроме этого арестовано было четверо москвичей — всего 20 участников теософского движения.
23 февраля 1930 года Особое совещание коллегии ОГПУ приговорило к трем годам лишения свободы восемь человек и на три года ссылки в Северный край девять человек. Трое москвичей были оправданы и из-под стражи освобождены.
В настоящее время все осуждённые реабилитированы.

## Интересные факты
- В 1975 году правительством Индии была выпущена памятная марка, посвященная 100-летию основания Теософского общества. На марке изображена печать общества и его девиз: «Нет религии выше истины».